# Xicoténcatl (municipalité)

La municipalité de Xicoténcatl est l'une des 43 municipalités de l'État de Tamaulipas, et est située dans la partie sud de cet État. Située à l'ouest du golfe du Mexique, elle appartient au bassin versant du fleuve Río Pánuco. Son chef-lieu est la ville éponyme de Xicoténcatl. Elle dépend de la région Mante, qui est une des 6 subdivisions administratives de l'État de Tamaulipas.

## Géographie
La municipalité de Xicoténcatl est établie dans une zone de plaine, avec des reliefs plus marquées au nord. Elle est traversée par de nombreux cours d'eau, dont la rivière Guayalejo, qui la travers en oblique dans sa partie nord, avant de former sa limite au sud-ouest et au sud. Son altitude oscille entre 50 et 500 mètres. Son chef-lieu, la ville éponyme de Xicoténcatl, est établi dans la partie occidentale de son territoire, sur la rive sud du Guayalejo. Ce territoire couvre une superficie de 837,68 km², et était peuplé en 2020 de 22 229 habitants.
Cette municipalité fait partie de la région Mante, qui est une des 6 subdivisions administratives de l'État de Tamaulipas, et regroupe les municipalités de Nuevo Morelos, Antiguo Morelos, El Mante, Xicoténcatl, Ocampo et Gómez Farías.
Elle est limitrophe au nord de celle de Llera, à l'ouest de celle de Gómez Farías, au sud de celle d'El Mante, et à l'est de celle de González.

## Composition et démographie
La municipalité était composée en 2010 de 290 localités.
| Localité                                | Population |
| --------------------------------------- | ---------- |
| Xicoténcatl                             | 8 941      |
| Primero de Mayo                         | 2 465      |
| Emiliano Zapata                         | 883        |
| Segunda Unidad Xicoténcatl (El Aquiche) | 781        |

En plus de l'espagnol, plusieurs langues amérindiennes sont parlées dans la municipalité, dont les principales sont par ordre d'importance : le huastèque, le nahuatl et le totonaque.

## Histoire
Dans le cadre de la conquête et de la colonisation de la nouvelle province de Nouvelle-Santander par José de Escandón entre 1748 et 1755, la ville d'Escandón est fondée en 1751, sur les bords de la rivière Guayalejo, au lieu-dit Francisco Castellanos. La ville sera plus tard déplacée vers l'aval en raison des attaques répétées des indiens Janambres (es).
En 1828, la ville est rebaptisée Xicoténcatl, en l'honneur du colonel Felipe Santiago Xicoténcatl (es).